# 2004年夏季奥运会中国射击队
2004年夏季奥林匹克运动会中国代表团射击队参加希腊雅典举行的2004年夏季奥林匹克运动会共计38人，其中26名运动员、12名官员；参赛项目16个即总计17个射击项目除了男子飞碟多向比赛无人入围外，其余所有项目都有中国选手参加。

## 团队
- 领队1人：高志丹；
- 教练员10人：许海峰、孙盛伟、邵建华、邓光伟、于吉平、江泽祥、盛浩明、常静春、王跃舫（女）、王晓；
- 翻译1人：李锋
- 运动员26人：陶璐娜（女）、陈颖（女）、任洁（女）、曹英（女）、赵颖慧（女）、杜丽（女）、武柳希（女）、李清念（女）、王成意（女）、魏宁（女）、高娥（女）、谭宗亮、王义夫、姚烨、王正、刘志伟、朱启南、金迪、胡斌渊、徐丹、耿鸿滨、李杰、张鹏辉、陈永强、贾占波、李杰。

## 成绩
中国队在2004年夏季奥林匹克运动会射击比赛中奖牌列第一位，在8个项目获得4枚金牌、2枚银牌和3枚铜牌共计9枚奖牌，其中男子5块，女子4块；杜丽的女子10米汽步枪为本届雅典奥运产生的第一枚金牌；另外3块金牌得主分别是王义夫、朱启南和贾占波。
| 参加2004年夏季奥林匹克运动会的中国代表团各主要参赛项目 |      |      |        |        |      |          |      |
| 跳水                                                   | 举重 | 射击 | 乒乓球 | 羽毛球 | 田径 | 跆拳道   | 柔道 |
| 游泳                                                   | 网球 | 体操 | 摔跤   | 皮划艇 | 排球 | 花样游泳 |      |